# Petrovsko
Petrovsko (německy Petrowitz) je osada, část obce Vyklantice v okrese Pelhřimov. Nachází se asi 1,5 km na východ od Vyklantic. V roce 2009 zde byly evidovány čtyři adresy. V roce 2001 zde trvale žili dva obyvatelé.
Petrovsko leží v katastrálním území Vyklantice o výměře 6,81 km2.

## Galerie

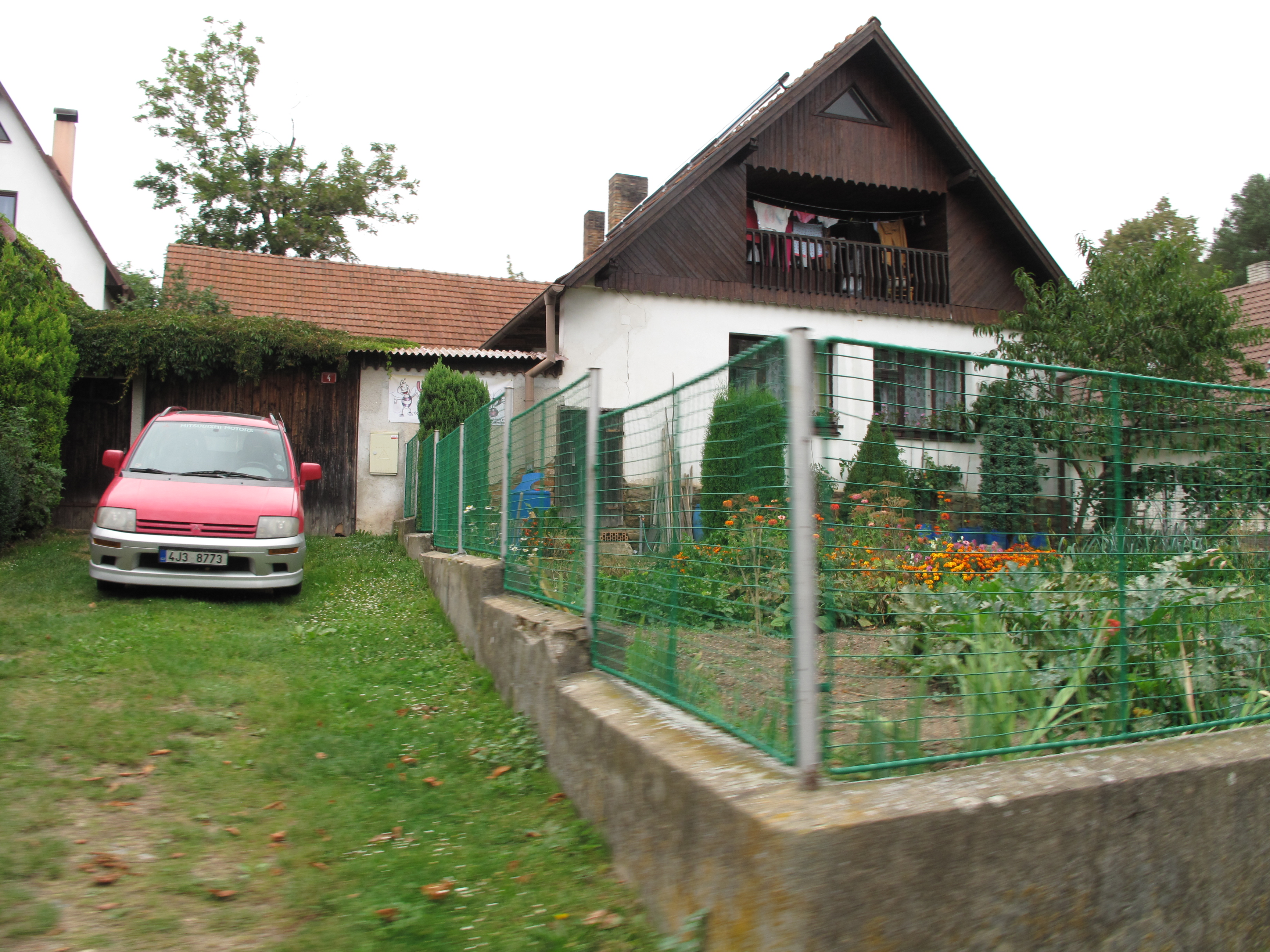
Dům s předzahrádkou
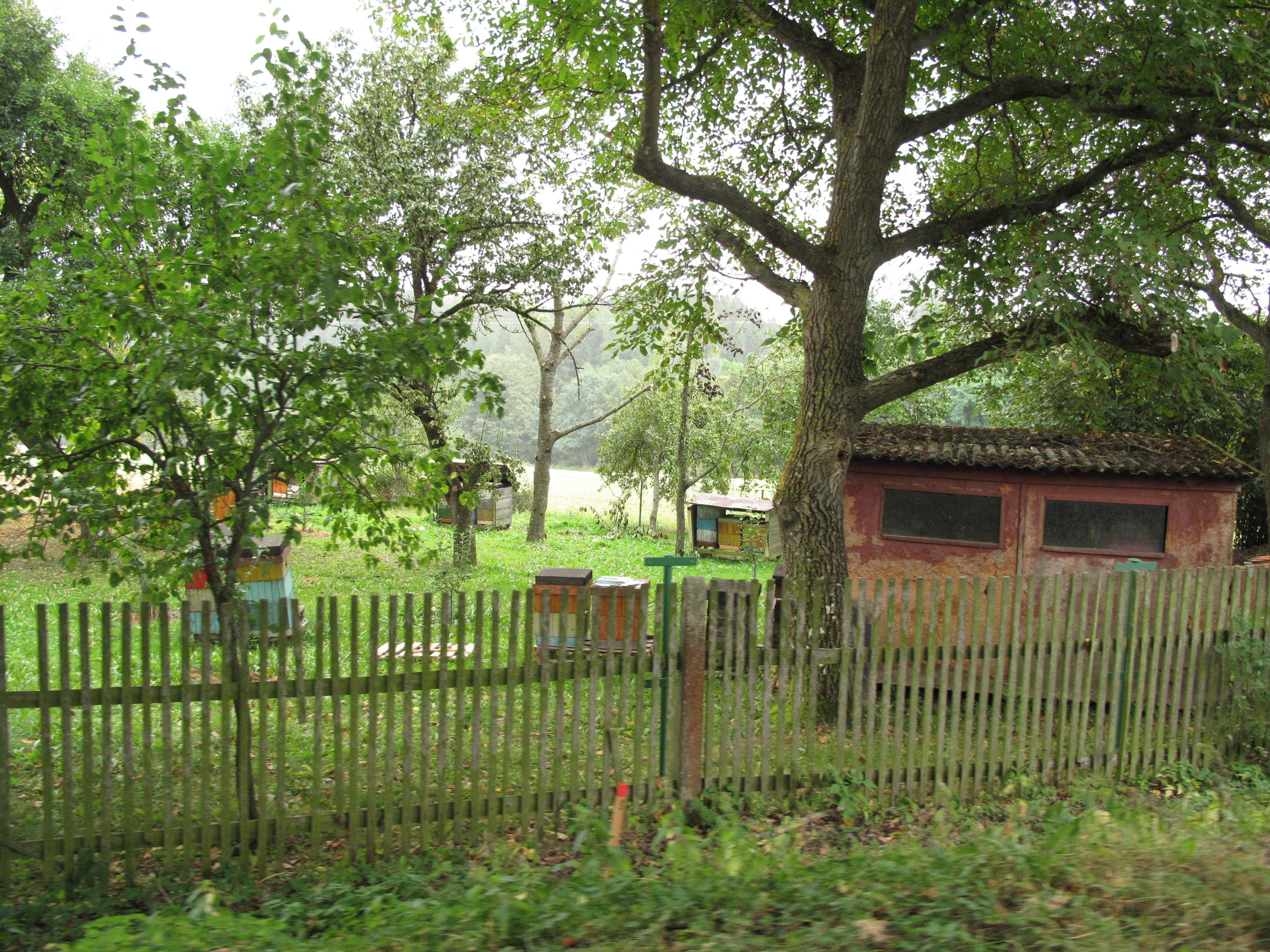
Úly